# Марьяновка (Амурская область)
Марья́новка — село в Октябрьском районе Амурской области России. Входит в состав Романовского сельсовета.

## География
Село Марьяновка стоит в верхнем течении реки Завитая (левый приток Амура).
Село Марьяновка расположено в 7 км северо-восточнее от автотрассы Чита — Хабаровск.
Дорога к селу Марьяновка идёт в восточном направлении от перекрёстка на автотрассе расстояние до районного центра Октябрьского района села Екатеринославка — 32 км.

## Население
| 2002 | 2010 | 2012 | 2013 | 2014 | 2015 | 2016 |
| ---- | ---- | ---- | ---- | ---- | ---- | ---- |
| 304  | ↘205 | ↘195 | ↘183 | ↘179 | ↘175 | ↘170 |
| 2017 | 2018 |      |      |      |      |      |
| ↗173 | ↘164 |      |      |      |      |      |

## Улицы
- пер. Заречный,
- ул. Новая,
- ул. Центральная.

## Экономика
Сельскохозяйственные предприятия Октябрьского района.